# A64
L'autopista A64 (La Pyrénéenne o E80 amb el seu nom europeu) és una autopista de peatge en part del seu recorregut. Orientada est-oest, connecta Tolosa amb Baiona per Tarba i Pau. La seva longitud és d'aproximadament 287 km amb 2 × 2 carrils des de Baiona fins al peatge de Muret i 2 × 3 carrils des del peatge de Muret fins a la carretera de circumval·lació de Tolosa, incloent un tram molt curt de 2 × 4 carrils al llindar de la circumval·lació de Tolosa i la doble carretera departamental 817 (antiga carretera nacional 117).
Autoroutes du Sud de la France (ASF) en té la concessió, excepte en el tram que va de la sortida 22 fins a la sortida 35, gestionat per DIR Sud-Ouest.
Radio VINCI Autoroutes (107.7FM) opera al sector de la A64 - ASF.

## Traçat

### Costat est
Per l'est l'A64 té l'inici/final a Tolosa de Llenguadoc, prop de la carretera de circumval·lació de Tolosa a través de la qual ofereix connexió amb les autopistes A61, A62, A68. Per tant, permet un accés ràpid, per exemple des de Tarba o Pau a Albi (A68), Montalban (A62), Bordeus (A62) o Narbona (A61).

### Costat oest
Per l'oest comença a la sortida de Baiona, on permet una connexió amb l'A63. Anteriorment, la connexió es feia per la RD 1 entre Beskoitze i Baiona, però a la dècade de 2010 va ser integrada a ASF. L'enllaç viari de Mousserolles amb l'A63 es va posar en servei el juny de 2011, en el marc de la millora a 2×3 carrils d'aquesta autopista A63.

### Connexions
Principals ciutats que enllaça:
- Tolosa
- Muret
- Sent Gaudenç
- Lanamesa
- Tarba
- Lorda
- Pau
- Ortès
- Baiona

### Obres d'art notables
- Viaducte d'Arrêt-Darré.[1]

### Perfil
El punt més alt de l'autopista es troba a la zona de descans de Bandouliers. Supera els 600 metres d'altitud.